# American Austin Car Company

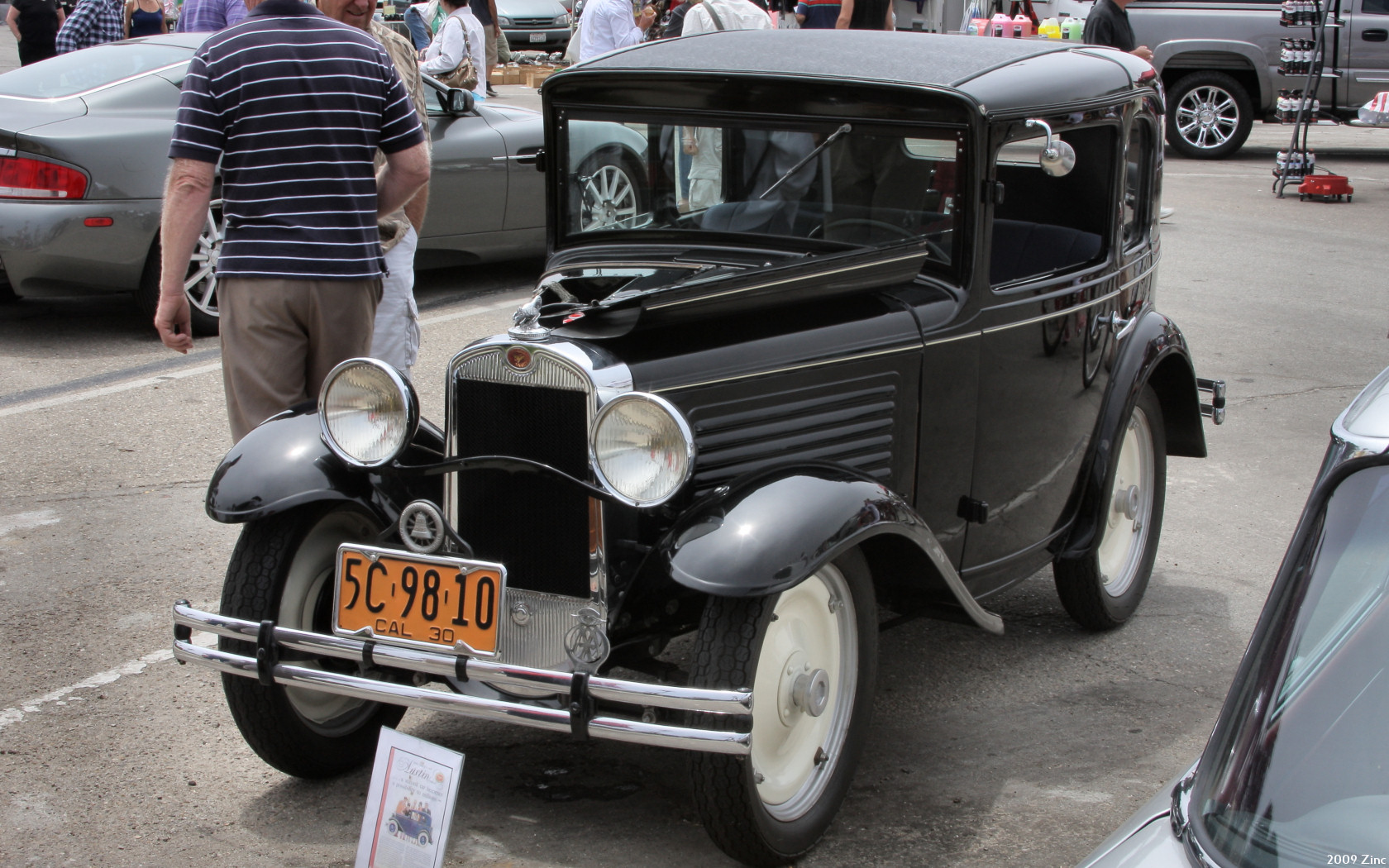
American Austin als Coupé

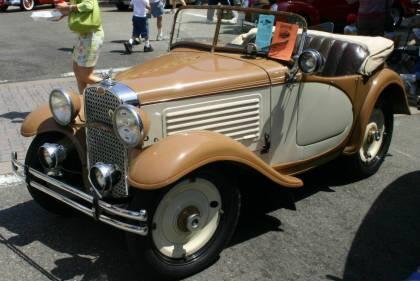
… als Roadster

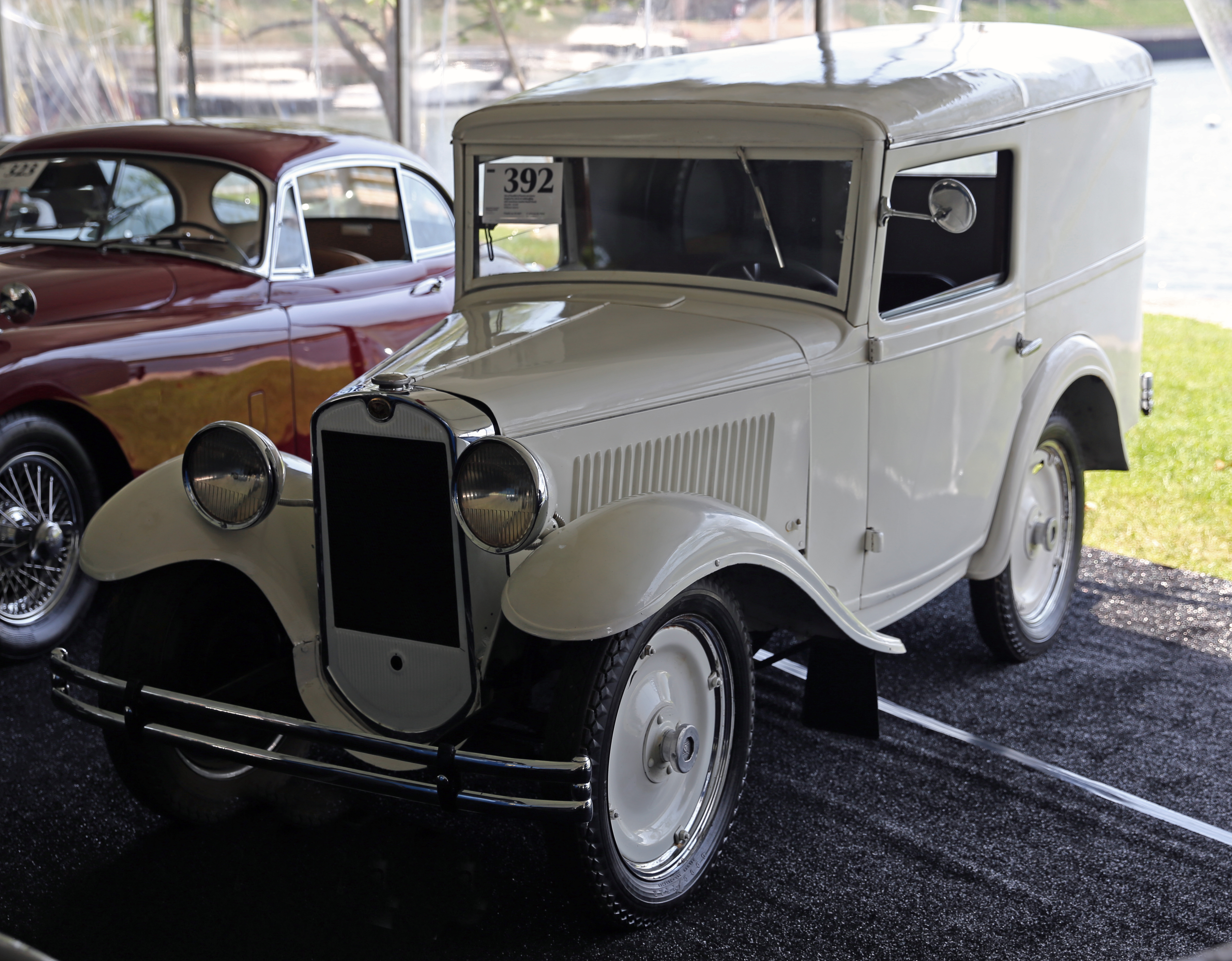
… als Kastenwagen

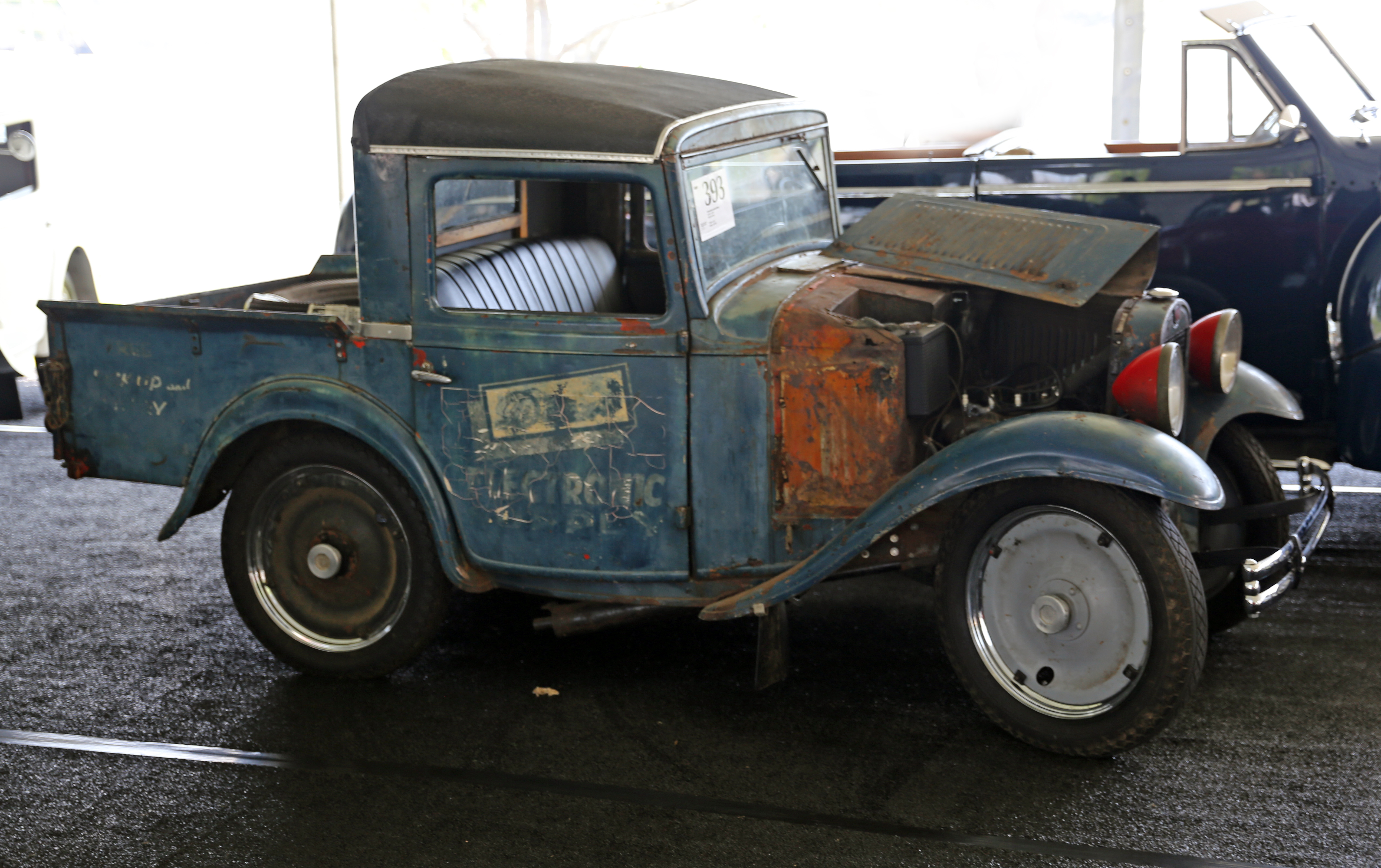
… und als Pick-up

American Austin Car Company war ein US-amerikanischer Hersteller von Automobilen.

## Unternehmensgeschichte
Das Unternehmen wurde 1929 im US-Bundesstaat Delaware gegründet. Das Werk befand sich allerdings in Butler in Pennsylvania. 1930 begann die Produktion von Automobilen. Der Markenname lautete American Austin. Gemessen an den Erwartungen von 100.000 Fahrzeugen blieb der Absatz gering. Insgesamt entstanden etwa 15.000 Fahrzeuge. 1932 begann die Insolvenz, doch die Produktion lief vorläufig weiter. Im Juni 1934 wurde das Unternehmen aufgelöst.
Im Juni 1936 gründete Roy Evans das Nachfolgeunternehmen American Bantam und setzte die Produktion ab 1937 unter eigenem Markennamen fort.

## Fahrzeuge
Das einzige Modell basierte auf dem britischen Austin 7. Ein wassergekühlter Vierzylindermotor mit 747 cm³ Hubraum und 15 PS Leistung trieb die Fahrzeuge an. Der Radstand betrug nur 191 cm. Das Fahrzeug war 71 cm kürzer und 41 cm schmaler als jedes andere Automobil aus amerikanischer Produktion. Trotzdem lag der Neupreis einige US-Dollar oberhalb des Preises für einen wesentlich größeren und stärkeren Ford Modell A. Nach 1932 wurde der Preis erheblich gesenkt.
1930 und 1931 gab es Roadster, Coupé und Coupé in Luxusausführung. 1932 bestand aus Sortiment aus einem Runabout, einem Cabriolet sowie Coupés in den Ausführungen Standard-Coupé, Luxus-Coupé und Business-Coupé. Für 1933 sind Roadster, Coupé, Sports-Coupé und Business-Coupé überliefert. 1934 wurde das Sortiment auf Standard, Luxus-Coupé und Business-Coupé reduziert. Außerdem gab es während mehrerer Jahre Kastenwagen.

## Produktions- und Verkaufszahlen
1930 entstanden 8558 Fahrzeuge. Bis 1932 wurden weniger als 10.000 Fahrzeuge verkauft. 1933 entstanden 4726 Fahrzeuge und im Folgejahr 1057.